# Тейлор, Кристофер
Кристофер Тейлор (англ. Christopher Taylor; род. 1 октября 1999 года, Ямайка) — ямайский легкоатлет, бегун на короткие дистанции (100, 200, 400 метров). Серебряный призёр чемпионата мира (2022), чемпион мира среди юношей (2015) в беге на 400 метров с результатом 45,27 с.

## Спортивная карьера
8 марта 2015 года на школьном чемпионате Ямайки в Кингстоне 15-летний Тейлор, установил мировое достижение в своей возрастной группе пробежав 400 метров за 45,69 с. Предыдущим обладателем рекорда, который хуже на 0,01 секунды, был олимпийский чемпион 2012 года гренадец Кирани Джеймс, который он установил на чемпионате мира среди юниоров в 2008 году.
В июле 2015 года на чемпионате мира среди юношей в Кали (Колумбия) завоевал золото в беге на 400 метров с результатом 45,27 с.
В мае 2015 года установил личный рекорд пробежав 200 метров за 20,78 с.
И в феврале 2016 года установил личный рекорд пробежав 100 метров за 10,44 с.

## Личные рекорды
| Вид                              | Время | Место             | Дата            |
| -------------------------------- | ----- | ----------------- | --------------- |
| 100 метров (на открытом воздухе) | 10,44 | Кингстон (Ямайка) | 13 февраля 2016 |
| 200 метров (на открытом воздухе) | 20,78 | Кингстон (Ямайка) | 23 мая 2015     |
| 400 метров (на открытом воздухе) | 45,27 | Кали (Колумбия)   | 17 июля 2015    |